# Space Flyer Unit
O  Space Flyer Unit (宇宙実験・観測フリーフライヤ, Uchū Jikken-Kansoku Free Flyer), foi lançado do Centro Espacial de Tanegashima por um foguete H-II em 18 de março de 1995. Ele levou materiais de teste e dados de pesquisa que serviram a NASA. Ele foi recuperado em 20 de janeiro de 1996 na missão STS-72, dez meses depois de ter sido lançado.